# Elizabeth Duval
Elizabeth Duval (Alcalá de Henares, 25 août 2000) est une écrivaine, romancière, poète, philosophe, philologue, critique et militante espagnole pour les droits des personnes trans, actuelle secrétaire à la Communication de Sumar.

## Biographie
Elle endosse le rôle de secrétaire à l'Égalité du Syndicat des Journalistes de Madrid en mai 2023, jusqu'à sa démission lorsqu'elle est nommée porte-parole pour le Féminisme, l'Égalité et les Libertés LGTBIQ+ de la campagne de la coalition de gauches Sumar pour les élections générales de juillet 2023. En 2024 elle est numéro 7 de la liste de Yolanda Díaz au Groupe de Coordination de Sumar, et est élue,.

## Œuvre
Duval commence à publier en 2018, dans l'anthologie Cuadernos de Medusa, de la maison d'édition Amor de Madre,. En 2019 elle participe à l'anthologie de fiction queer intitulée Asalto a Oz. Son premier recueil de poèmes, intitulé Excepción, et son premier roman, Reina, ont été publiés en février et mars 2020. En 2021 elle publie Después de lo trans, un essai autour de la transsexualité avec des ouvertures vers d'autres prismes critiques et politiques,,. Son œuvre a été traduite en anglais et en allemand, avec des recensions aussi bien dans la Frankfurter Allgemeine Zeitung que dans Die Tageszeitung qui qualifient Después de lo trans aussi bien de « texte constitutif pour toute théorie trans future » ou « un exemple de pensée indépendante », ainsi que dans The Irish Times qui inscrit Madrid será la tumba dans sa liste de meilleurs romans étrangers de 2023,,,,.